# 张汉晖
张汉晖（1963年10月—），辽宁建平人，中华人民共和国外交官，现任中华人民共和国驻俄罗斯联邦特命全权大使。

## 生平
张汉晖毕业于上海外国语大学俄语系。1988年至1992年，他在北京外交人员服务局担任翻译。1992年，他被改派到驻吉尔吉斯斯坦大使馆，先后担任随员、三等秘书。1995年，担任外交部欧亚司三等秘书，后来升任副处长、处长。2001年，他再次被外派，担任驻乌克兰大使馆参赞。
2003年，张汉晖回国，在外交部欧亚司担任参赞。2004年，升任外交部欧亚司副司长。2010年，升任外交部欧亚司司长。2014年11月，出任中华人民共和国驻哈萨克斯坦大使。2018年5月，任分管欧亚地区、涉外安全、外事管理事务的外交部部長助理。2019年2月，升任外交部副部长。2019年8月，出任中华人民共和国驻俄罗斯大使。

## 家庭
已婚，有一女。

## 争议
2020年4月18日，张汉晖在与在俄留学生华侨华商代表在线交流时，声称“有些中国人闯关回到国内，实际上是把病毒带到了国内”，“这个要在道义上是要受到谴责”，“吃着中俄合作的饭，砸中俄合作的锅”，“回国散毒”引发舆论哗然。